# New Braunfels
New Braunfels (en español: Nueva Braunfels) es una ciudad ubicada en el condado de Comal en el estado estadounidense de Texas. En el Censo de 2010 tenía una población de 57.740 habitantes y una densidad poblacional de 503,51 personas por km².

## Geografía
New Braunfels se encuentra ubicada en las coordenadas 29°41′58″N 98°6′54″O / 29.69944, -98.11500. Según la Oficina del Censo de los Estados Unidos, New Braunfels tiene una superficie total de 114.67 km², de la cual 113.63 km² corresponden a tierra firme y (0.91%) 1.05 km² es agua.

## Demografía
Según el censo de 2010, había 57.740 personas residiendo en New Braunfels. La densidad de población era de 503,51 hab./km². De los 57.740 habitantes, New Braunfels estaba compuesto por el 86.82% blancos, el 1.87% eran afroamericanos, el 0.67% eran amerindios, el 1.03% eran asiáticos, el 0.04% eran isleños del Pacífico, el 7.29% eran de otras razas y el 2.27% pertenecían a dos o más razas. Del total de la población el 35.04% eran hispanos o latinos de cualquier raza.